# Temenggungan (Karas)
Temenggungan is een bestuurslaag in het regentschap Magetan van de provincie Oost-Java, Indonesië. Temenggungan telt 2414 inwoners (volkstelling 2010).